# Fehérhasú gém
A fehérhasú gém (Ardea insignis) a madarak (Aves) osztályának gödényalakúak (Pelecaniformes) rendjébe, ezen belül a gémfélék (Ardeidae) családjába és a gémformák (Ardeinae) alcsaládjába tartozó faj.
A magyar név forrással nincs megerősítve, lehet, hogy az angol név tükörfordítása (White-Bellied Heron).

## Előfordulása
Banglades, Bhután, India (Arunácsal Prades, Asszám) és Mianmar területén honos.

## Megjelenése
Testhossza 127 centiméter.